# Soudní okres Čáslav
Soudní okres Čáslav (něm. Gerichtsbezirk Caslau) byl soudní okres spadající pod rozlohou větší okresní hejtmanství Čáslav v Českém království. Zahrnoval území v dnešním okrese Havlíčkův Brod a okrese Chrudim. Sídlem soudního okresu bylo město Čáslav. Čáslav spadala pod Krajský soud v Kutné Hoře.

## Historie
Po revolučních letech 1848-1849 byla původní patrimoniální správa v Rakouském císařství zrušena a nahrazena okresními, zemskými a vyššími krajskými soudy, jimž byl v Čechách nadřízen vrchní zemský soud v Praze. Změny probíhaly podle nařízení ministra spravedlnosti, jejichž vytvoření 6. července 1849 schválil císař František Josef I.
Od roku 1850 (definitivně od roku 1868) byl soudním obvodem 1. stupně, tedy územní jednotkou Rakouska-Uherska, podle které byly (a v Rakousku stále jsou) nezávisle na správním členění organizovány okresní soudy. Soudní okres v téměř nezměněné podobě i územním rozsahu převzala i Československá republika, existoval až do roku 1949.
Soudní okres Čáslav patřil do Čáslavského kraje a zahrnoval roku 1854 celkem 29 katastrálních obcí. V roce 1869 zde žilo 43 170 lidí, v roce 1900 pak 47 461 obyvatel a v roce 1910 měl 47 552 lidí (z toho 222 německé a 47 258 české národnosti, žilo zde také 72 dalších národností). Rozloha činila 388,84 km².

## Soudní obvod
Obvodní soud měl v roce 1910 celkem 75 katastrálních obcí: Bílé Podolí (Weißpodol), Biskupice (Biskupitz), Bojmany (Bojman), Bousov (Bousow), Bračice (Bračitz), Březi (Březi), Bukovina (Bukowina), Čáslav (Časlau), Čejkovice (Čejkowitz), Chlum (Chlum), Chotusice (Chotusitz), Damírov (Damirow), Dobrovítov (Dobrowitow), Dolní Bučice (Unterbučitz), Drobovice (Drobowitz), Horka (Horka), Horní Bučice (Oberbučitz), Horušice (Horuschitz), Hošťalovice (Hošťalowitz), Hostkovice (Hoskowitz), Hostoulice (Hostaulitz), Hraběšín (Hrabeschin), Klucké Chválovice (Kluker Chwalowitz), Kluky (Kluk), Kněžice (Kněžitz), Kozohlody (Kozohlod), Kraskov (Kaskow), Krchlebská Lhota (Lhota Krchleb), Krchleby (Krchleb), Licoměřice (Licoměřitz), Lipovec (Lipowetz), Litošice (Litoschitz), Lohov (Lohow), Loučice (Loučitz), Míčov (Mičow), Mladotice (Mladotitz), Močovice (Močowitz), Morašice (Moraschitz), Moravany (Morawan), Nová Lhota (Neulhota), Opatovice (Opatowitz), Pařížov (Pařižow), Podhořany (Podhořan), Podmoky (Podmok), Potěhy (Potěch), Přibyslavice (Přibiskawitz), Rohozec (Rohosetz), Ronov nad Doubravou (Ronow an der Doubrawa), Sauňov (Sauňow), Schořov (Schořow), Sebestenice (Sebestenitz), Semtěš (Semtsch), Skoranov (Skoranow), Sobolusky (Sobolusk), Starkoč (Starkoč), Sulovice (Sulowitz), Třebonín (Třebonin), Třemošnice (Třemoschnitz), Tupadly (Tupadl), Turkovice (Turkowitz), Vinaře (Winař), Vlačice (Wlačitz), Vodranty (Wodrant), Volšany (Wolschan), Vrdy (Wrdy), Žáky (Žak), Zařičany (Zařičan), Závratec (Zawratetz), Zbudovice (Zbudowitz), Zbyslav (Zbyslau), Zbýšov (Zbeischow), Zehuby (Zehub), Žehušice (Sehuschitz), Žlebské Chválovice (Žleber Chwalowitz) a Žleby (Žleb)